# Bertolino Capilupi
Bertolino Capilupi (Mantova, 1340 – Mantova, 1385) è stato un notaio e diplomatico italiano al servizio dei Gonzaga, signori di Mantova.

## Biografia
Figlio di Guglielmo Capilupi (?-1361), notaio dei Gonzaga, ne seguì le orme, entrando alla fine del 1360 al servizio di Guido Gonzaga, da poco signore di Mantova. 
Nel 1369 incontrò a Bologna il legato pontificio Anglico de Grimoard, chiedendo per il Gonzaga sovvenzioni a ricostruzione del serraglio mantovano, parzialmente distrutto da Bernabò Visconti. Rimase al servizio dei signori di Mantova anche dopo la morte di Guido (1369), venendo nominato cancelliere dal suo successore Ludovico II Gonzaga. Fu inviato in veste di ambasciatore a Bologna, Venezia, Ferrara e Milano per affermare la neutralità dei Gonzaga nella lotta tra i Visconti e il Papato. Bertolino ebbe un ruolo importante nella preparazione del matrimonio tra il futuro signore di Mantova, Francesco Gonzaga, figlio di Ludovico, e Agnese Visconti, figlia di Bernabò, signore di Milano, e di Beatrice della Scala. Grazie ai favori dei Gonzaga, Bartolino divenne molto ricco, riuscendo ad accumulare beni terrieri e fabbricati anche fuori Mantova.
Morì a Mantova agli inizi del 1385.

## Discendenza
Sposò in prime nozze Elisabetta Sacha e in seconde Caterina Baratta. Ebbe quattro figli:
- Gianfrancesco, armato cavaliere e al servizio di Gianfrancesco Gonzaga; fu il capostipite dei marchesi Capilupi
- Giovanni Andrea
- Guglielmo
- figlia N.N.